# Конан О’Брајен
Конан О’Брајен (рођен 18. априла 1963), амерички ТВ водитељ, комичар, сценариста и продуцент. Најпознатији је по томе што води ноћни ток-шоу, од 2010. године је домаћин ток шоуа Конан на кабловском каналу ТБС. О’Брајен је рођен у Бруклину, Масачусетс, а одрастао је у католичкој породици Ирског поријекла. Служио је као председник Харвард сатире током студија на универзитету Харвард, и био је писац за скеч комедију серије Не Нужно Вијести.
После писања неколико комедија у Лос Анђелесу, он се придружио тиму за писање Уживо суботом увече. О'Брајен је био писац и продуцент двије сезоне Симпсонових, док га тв канал Ен-Би-Си није унајмио да замјени Давида Летермана на позиције домаћина ток-шоуа Касно Ноћу 1993. године. Практично анониман за јавност, О'Брајен је иницијално добио негативне критике за вођење Касно Ноћу и током ранијих година обнављали су његову емисију сваких неколико седмица, тако да уколико јавност смањи интересовање за њега могу унајмити некога другог. Емисија се побољшала са временом и високо била је цијењена за вријеме његовог одласка 2009. године. Затим се О'Брајен преселио из Њујорка у Лос Анђелес, како би могао да покрене свој ток-шоу Вечерас са Конаном О'Брајеном али 2010. години након седам мјесеци мрежа је одлучила да промјени домаћина емисије.
Познат по својим спонтаном стилу вођења емисије, окарактерисан је као "чудан хумор којим осуђује самог себе" као и "развратан и ћакнут са доста елеганције, прича се обично наставља помоћу малих клипова". Он води ток-шоу Конан од 2010. године, а био је и домаћин догађаја Еми као и Божић у Вашингтону. О'Брајен је био предмет документарног филма, Конан О'Бриен не може да стане (2011), а такође је водио хумористичну турнеју уживо кроз 32 града.
Након што је Давид Летерман 20. маја 2015 отишао у пензију, О'Брајен је постао водитељ који најдуже води ноћне ток-шоу емисије у САД, са 22 године стажа.

## Младост
О’Брајен је рођен 18. априла 1963. године у граду Бруклајн , Масачусетс. Његов отац, Томас Френсис О'Брајен је љекар епидемиолог и професор медицине на Харварду. Његова мајка, Рут О’Брајен (дјевојачко Реардон), бивши је тужилац и бивши партнер у Бостонској фирми Ропес и Греј.
О’Брајен је похађао средњу школу Бруклин, где је служио као главни уредник у школским новинама, Сагаморе. У својој другој години, О'Брајен је био стажиста конгресмена Роберта Дринана а у четвртој години је побједио на такмичењу Националног савјет наставника енглеског језика са причом, "Сахранити живе". Након завршетка средње школе 1981. године, уписао се на Универзитет Харвард. На Харварду, О'Брајен је живео у Холвурти сали током прве године и у Матхер кући током наредне три године. Он се фокусирао на историју и књижевност, дипломирао је са почастима 1985. године. О'Брајенова теза за дипломски се односила на коришћење дијеце као симбола у делима Вилијама Фолкнера и Фланери О'Конор. Током студија на колеџу, О'Брајен је краће вријеме свирао као бубњар у бенду под називом Лоше шкољке, био је писац за Харвард сатиру, хумористични магазин, и развио пародију на популарну видео игру Један на један: Др Ј против Лари Берда , у којој Бостон Селтикси играју против класичне балетске трупе. Током четврте године радио је као предсједник Сатире. У то време, О'Брајенов будући шеф у Ен-Би-Сију, Џеф Цукер, радио је као председник школских новина Харвард Кримсон.

## Каријера
Само неколико сати пре почетка своје турнеје у Орегону, О'Брајен је 12. априла 2010. године објавио да ће бити домаћин нове емисије на кабловској станици ТБС.
Фебруара 2015. године, након нормализације односа САД и Кубе, О'Брајен је постао прва америчка јавна личност која је снимала на Куби након више од пола вијека.
2017. уговор за емисију Конан је продужен до 2022. године.